# Antoine-Louis-Adolphe Dupuch
Antoine-Louis-Adolphe Dupuch (Bordeaux, 20 de Maio de 1800 - 11 de Julho de 1856) foi um religioso católico da França.

## História
Órfão aos 11 anos, foi criado pelo tio. Estudou no Liautard Institute em Paris, depois Collège Stanislas. Após a formatura, estudou direito e, em 1820, em Bordeaux formou-se como um advogado. Em 1822 ele entrou para o seminário de Issy em Paris e em 1825 em Saint-Sulpice para os sacerdotes ordenados. Depois disso, atuou em diversas funções pastorais e caritativas na Arquidiocese de Bordeaux. Por seu serviço durante a epidemia de cólera de 1835, ele foi condecorado com a Cruz da Legião de Honra. Em 1836, fundou um orfanato.
Em 25 de Agosto de 1838 foi nomeado bispo de Argel. Em 31 de Dezembro, ele embarcou para a Argélia, a fim de assumir o controle da diocese de cerca de 20.000 a 60.000 soldados e colonos.
Dupuch dedicou-se com grande zelo para a construção de uma diocese cristã no ambiente islâmico e também trouxe muitas comunidades religiosas para a Argélia, o que lhe acarretou muitas despesas. Apoiou o trabalho de Santa Emily de Vialar, embora tenha, em 1840,  trabalhado contra o reconhecimento papal da ordem das Irmãs de São José da Aparição, o que só ocorreria em 1862. Em 1841 Dupuch organizou uma troca de prisioneiros com o Emir Abd el-Kader. Mas antes que o seu trabalho pudesse dar frutos, a ruína financeira levou seu trabalho ao fim. Em 9 de Dezembro 1845, ele renunciou e voltou para a Europa.
Ele viveu 15 meses em Turim, onde fez campanha para a libertação de prisioneiros, incluindo Abd-el-Kader, da prisão. Em 1851 retornou por um curto tempo para Bordeaux, Dupuch novamente teve que fugir para o exterior devido aos seus credores, desta vez para Espanha. Só depois que o governo francês haver saldado a dívida, Dupuch poderia voltar à sua terra natal, onde morreu em 1856. Seu sucessor em Argel, Louis Pavy, providenciou em 1864 para obter os  restos mortais de Dupuch para a Argélia e onde foram enterrados na Catedral de Argel.